# Pantoporia kodahirai
Pantoporia kodahirai är en fjärilsart som beskrevs av Jinhaku Sonan 1938. Pantoporia kodahirai ingår i släktet Pantoporia och familjen praktfjärilar. Inga underarter finns listade i Catalogue of Life.